# Stephen Constantine
Stephen Constantine (Londra, 16 ottobre 1962) è un allenatore di calcio ed ex calciatore inglese di origine greco-cipriota, di ruolo centrocampista.

## Carriera

### Giocatore
Si ritirò dall'attività agonistica a soli 26 anni per un grave infortunio al ginocchio.

### Allenatore
È soprannominato l'inglese giramondo avendo allenato parecchie nazionali tra cui Nepal, Malawi, Ruanda, Sudan e India (quest'ultima in due periodi diversi: Constantine fu infatti commissario tecnico della nazionale asiatica già dal 2002 al 2005).
Ha inoltre allenato anche vari club della prima divisione cipriota e l'East Bengal in quella indiana.
Nel 2023 è diventato allenatore della nazionale del Pakistan, che dopo breve tempo dall'inizio del suo incarico ha guidato, nell'ottobre del 2023, alla sua prima vittoria di sempre in una partita di qualificazione ai Mondiali (e contestualmente al superamento del primo turno delle qualificazioni stesse per la prima volta nella storia della nazionale asiatica).